# Doug Gilmour

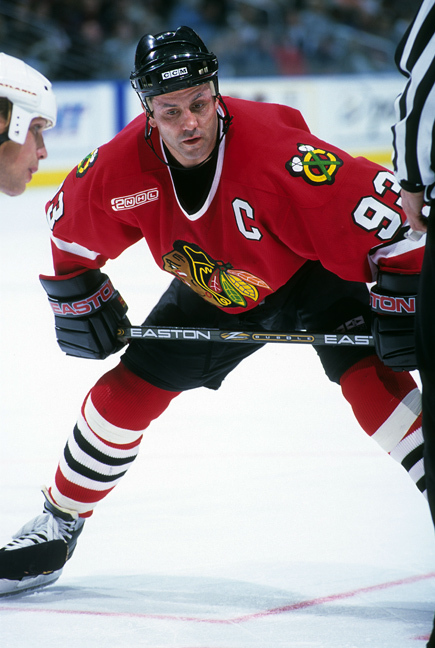
Doug Gilmour in 1999

Doug Gilmour (Kingston (Ontario), Canada, 25 juni 1963) is een ijshockeyspeler uit de NHL die inmiddels zijn carrière heeft beëindigd. Hij speelde in de NHL van 1983 tot 2003.

## Loopbaan
Gilmour startte zijn loopbaan in de QMJHL en de OHL bij de Cornwall Royals, en speelde daar 186 wedstrijden waarin hij 128 keer tot scoren kwam.
In het jaar 1983/84 maakte hij zijn debuut in de NHL bij de St. Louis Blues hij speelde daar 5 seizoenen voor hij naar de Calgary Flames vertrok, waar hij in 1989 een Stanley Cup won.
In 1991 kwam hij bij de Toronto Maple Leafs terecht waar hij 6 jaar speelde en van 1994 tot 1997 aanvoerder was. Na tussenstops bij de New Jersey Devils, Chicago Blackhawks, Buffalo Sabres en Montreal Canadiens keerde hij terug naar de ploeg waar hij het meest succesvol was, de Toronto Maple Leafs.
In zij eerste wedstrijd sinds 1997 voor de Leafs kwam Gilmour ongelukkig in botsing met een tegenstander waardoor hij zijn been brak, hierdoor besloot hij zijn carrière te beëindigen.
In het seizoen 2008/09 werd Gilmour coach van OHL-ploeg Kingston Frontenacs.

## Statistieken
| Seizoen | Club                  | Land                      | Competitie | Wed. | G  | A   | Bijzonderheden |
| ------- | --------------------- | ------------------------- | ---------- | ---- | -- | --- | -------------- |
| 1980/81 | Cornwall Royals       | Vlag van Canada           | QMJHL      | 51   | 12 | 23  |                |
| 1981/82 | Cornwall Royals       | Vlag van Canada           | OHL        | 67   | 46 | 73  |                |
| 1982/83 | Cornwall Royals       | Vlag van Canada           | OHL        | 68   | 70 | 107 |                |
| 1983/84 | St. Louis Blues       | Vlag van Verenigde Staten | NHL        | 80   | 25 | 28  |                |
| 1984/85 | St. Louis Blues       | Vlag van Verenigde Staten | NHL        | 78   | 21 | 36  |                |
| 1985/86 | St. Louis Blues       | Vlag van Verenigde Staten | NHL        | 74   | 25 | 28  |                |
| 1986/87 | St. Louis Blues       | Vlag van Verenigde Staten | NHL        | 80   | 42 | 63  |                |
| 1987/88 | St. Louis Blues       | Vlag van Verenigde Staten | NHL        | 72   | 36 | 50  |                |
| 1988/89 | Calgary Flames        | Vlag van Canada           | NHL        | 72   | 26 | 59  |                |
| 1989/90 | Calgary Flames        | Vlag van Canada           | NHL        | 78   | 24 | 67  |                |
| 1990/91 | Calgary Flames        | Vlag van Canada           | NHL        | 78   | 20 | 61  |                |
| 1991/92 | Calgary Flames        | Vlag van Canada           | NHL        | 38   | 11 | 27  |                |
| 1991/92 | Toronto Maple Leafs   | Vlag van Canada           | NHL        | 40   | 15 | 34  |                |
| 1992/93 | Toronto Maple Leafs   | Vlag van Canada           | NHL        | 83   | 32 | 95  |                |
| 1993/94 | Toronto Maple Leafs   | Vlag van Canada           | NHL        | 83   | 27 | 84  |                |
| 1994/95 | Rapperwil-Jona Lakers | Vlag van Zwitserland      | Swiss-A    | 9    | 2  | 13  |                |
| 1994/95 | Toronto Maple Leafs   | Vlag van Canada           | NHL        | 44   | 10 | 23  |                |
| 1995/96 | Toronto Maple Leafs   | Vlag van Canada           | NHL        | 81   | 32 | 40  |                |
| 1996/97 | Toronto Maple Leafs   | Vlag van Canada           | NHL        | 61   | 15 | 45  |                |
| 1996/97 | New Jersey Devils     | Vlag van Verenigde Staten | NHL        | 20   | 7  | 15  |                |
| 1997/98 | New Jersey Devils     | Vlag van Verenigde Staten | NHL        | 63   | 13 | 40  |                |
| 1998/99 | Chicago Blackhawks    | Vlag van Verenigde Staten | NHL        | 72   | 16 | 40  |                |
| 1999/00 | Chicago Blackhawks    | Vlag van Verenigde Staten | NHL        | 63   | 22 | 34  |                |
| 1999/00 | Buffalo Sabres        | Vlag van Verenigde Staten | NHL        | 11   | 3  | 14  |                |
| 2000/01 | Buffalo Sabres        | Vlag van Verenigde Staten | NHL        | 71   | 7  | 31  |                |
| 2001/02 | Montreal Canadiens    | Vlag van Canada           | NHL        | 70   | 10 | 31  |                |
| 2002/03 | Montreal Canadiens    | Vlag van Canada           | NHL        | 61   | 11 | 19  |                |
| 2002/03 | Toronto Maple Leafs   | Vlag van Canada           | NHL        | 1    | 0  | 0   |                |

### Prijzen
- 1982–83: OHL - Red Tilson Trophy
- 1982–83: OHL - Eddie Powers Memorial Trophy
- 1982–83: OHL - All-Star Game
- 1988–89: NHL - Stanley Cup met de Calgary Flames
- 1992–93: NHL - Nominated for Hart Trophy
- 1992–93: NHL - Frank J. Selke Trophy
- 1992–93: NHL - All-Star Game
- 1993–94: NHL - All-Star Game

- International Standard Name Identifier: 0000 0003 8180 263X
- Library of Congress Control Number: n2011011718
- Virtual International Authority File: 262799249
- WorldCat: E39PBJhxtBVmB76jJ9YYjJ83cP